# 엠파나다
엠파나다(스페인어: empanada)는 스페인과 라틴아메리카 등 스페인어권 및 스페인의 영향을 받은 지역에서 먹는 소를 넣은 페이스트리이다. 아르헨티나와 칠레의 국민 음식 가운데 하나로 여겨진다.

## 이름
스페인어 "엠파나다(empanada)"는 "빵"을 뜻하는 명사 "판(pan)"에 동사를 만들어주는 접사 "엔-(en-)"과 "-아르(-ar)"를 붙여 만든 말인 "엠파나르(empanar)"의 과거분사 형태이다. "엠파나르"는 "빵을 입히다"라는 뜻이며, "엠파나다"는 "빵을 입힌 (것)"이라는 뜻이다.

## 지역별 엠파나다

### 스페인
갈리시아 지역의 엠파나다 갈레가와 레온 지역의 엠파나다 베르시아나가 유명하다. 스파라드 유대인들은 참치를 넣은 엠파나다 데 아툰을 먹는다. 카스티야 지역의 오르나소, 발레아레스 지역의 포르마자다 등도 엠파나다의 일종으로 여겨진다.

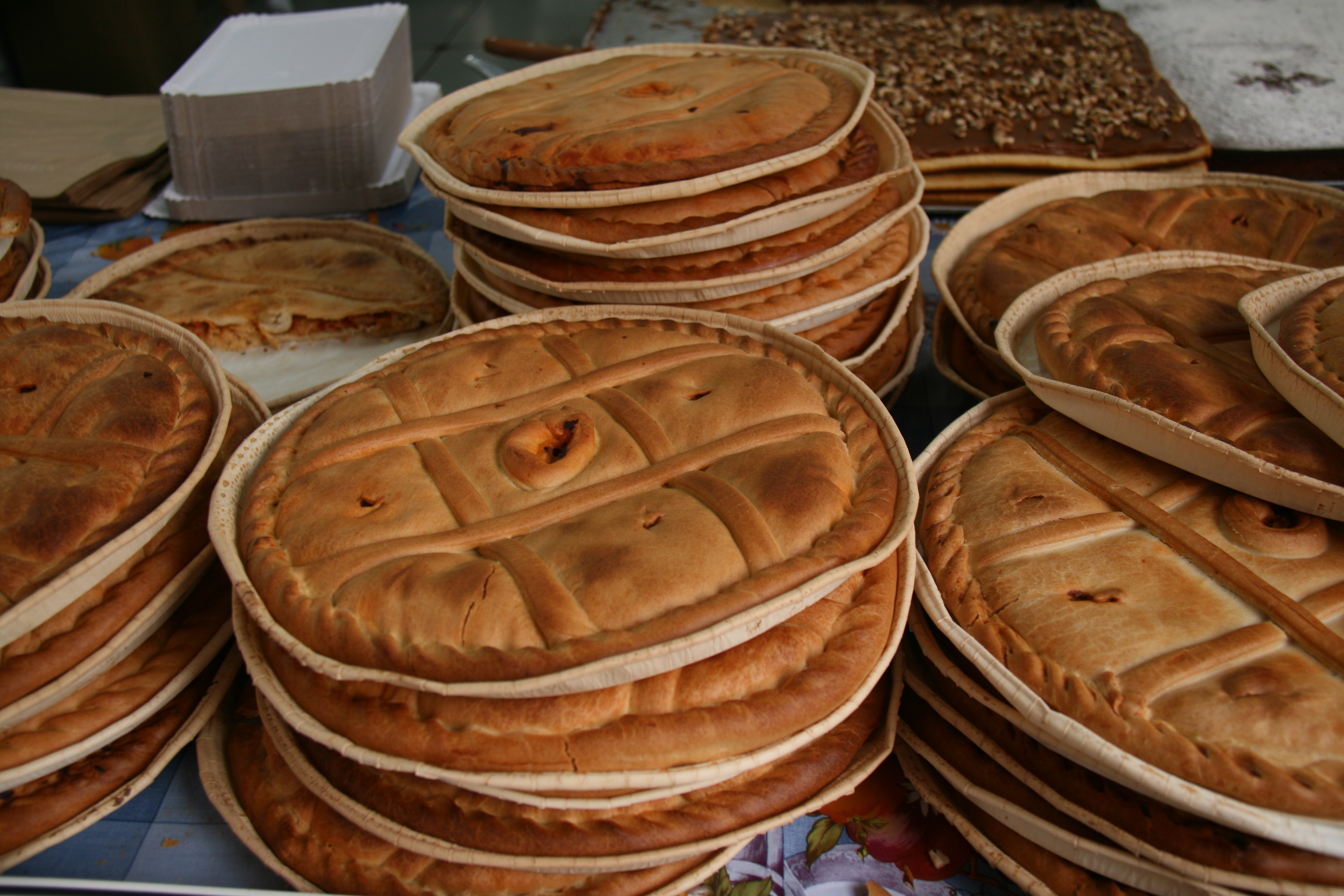
엠파나다 갈레가
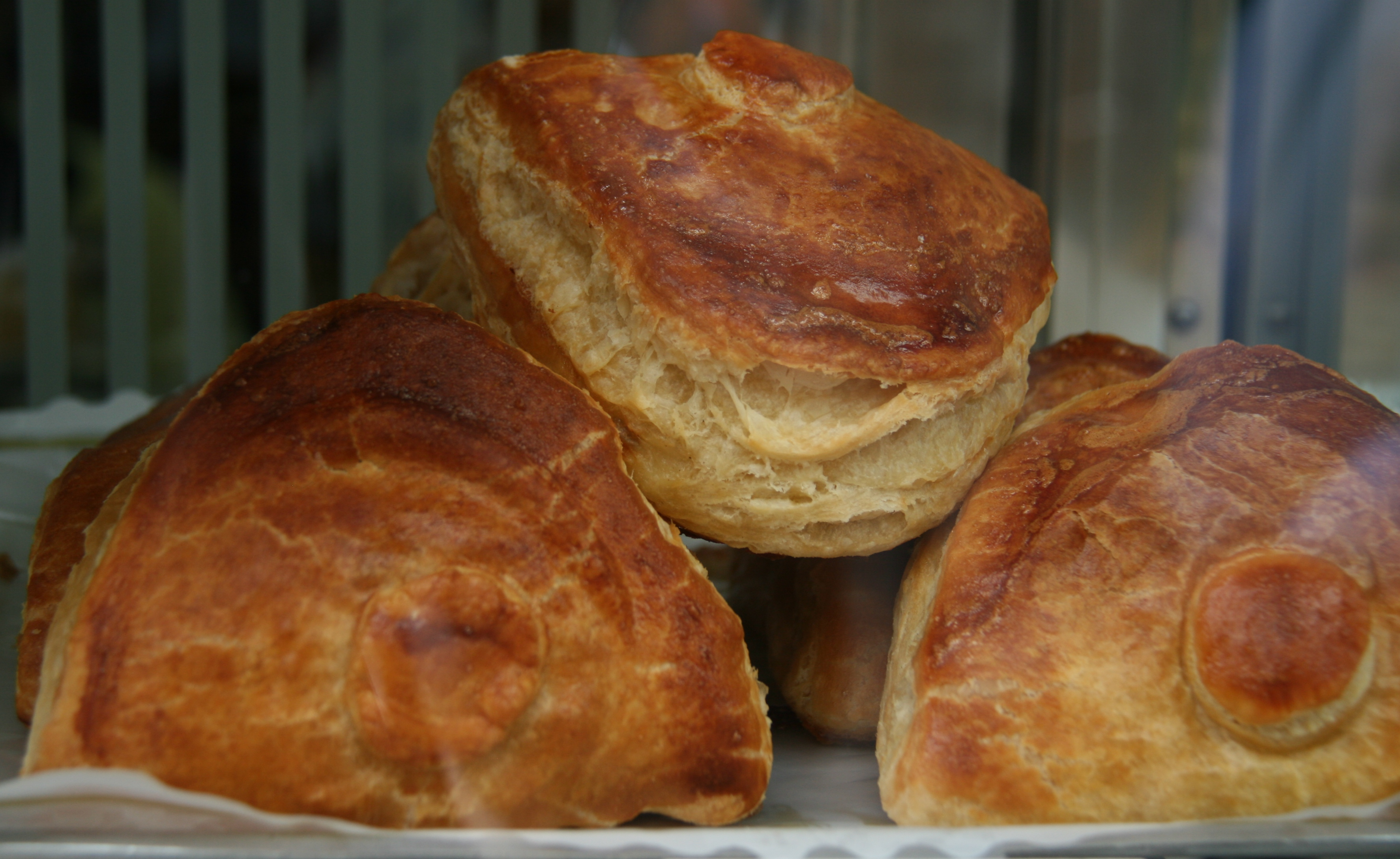
엠파나다 데 아툰

### 라틴 아메리카
아르헨티나와 칠레의 엠파나다에는 다진 쇠고기를 양파, 피망 등 향신채와 함께 볶아 만든 소가 들어간다. 고기 소가 볶아지면 파프리카가루, 쿠민가루 등 향신료와 오레가노 등 허브를 넣어 섞으며, 삶은 달걀과 올리브는 이때 소에 섞어 넣기도 하고 엠파나다를 빚을 때 소와 함께 싸기도 한다. 건포도를 넣는 경우도 있다. 밀가루를 넣어 반죽한 피에 소를 넣고 빚는데, 아르헨티나에서는 반달 모양으로 빚은 뒤, 가장자리를 꼬아 모양을 내는 반면 칠레에서는 피를 안으로 접어 네모난 모양으로 봉한다. 우지 등 기름에 튀겨 내거나, 달걀물을 발라 오븐에서 구워 낸다.
콜롬비아와 베네수엘라의 엠파나다는 옥수수가루로 반죽한 피를 사용한다. 다진 고기를 파, 마늘, 양파, 피망 등 향신채와 함께 볶은 다음 으깬 감자와 섞어 만든 소를 넣고, 반달 모양으로 접은 다음 그릇을 엎어 눌러 가장자리를 잘라 봉한 다음 기름에 튀겨 낸다.
그 외에도 푸에르토리코의 엠파나디야, 볼리비아의 살테냐 등이 엠파나다의 일종으로 여겨진다.

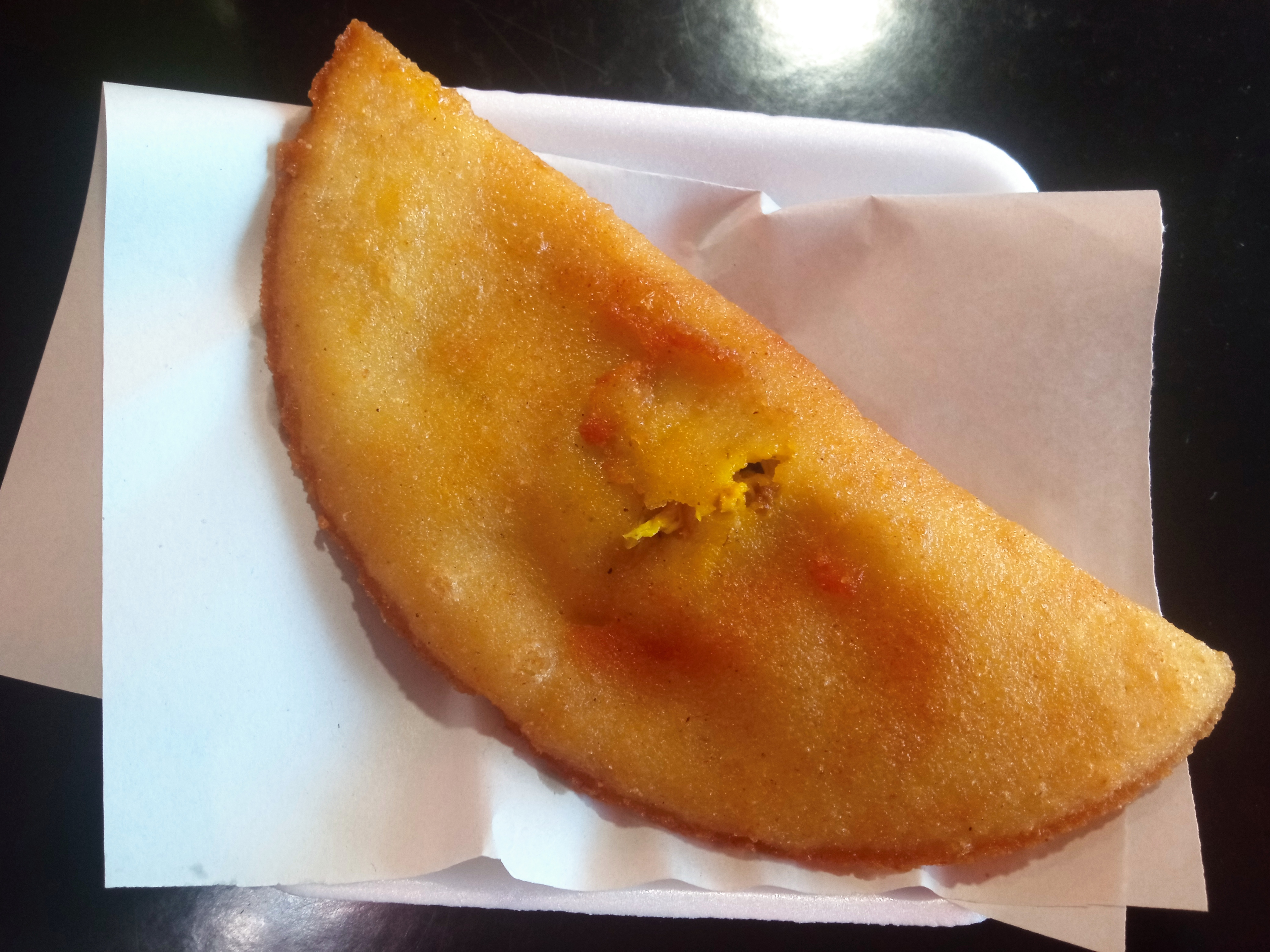
베네수엘라의 엠파나다
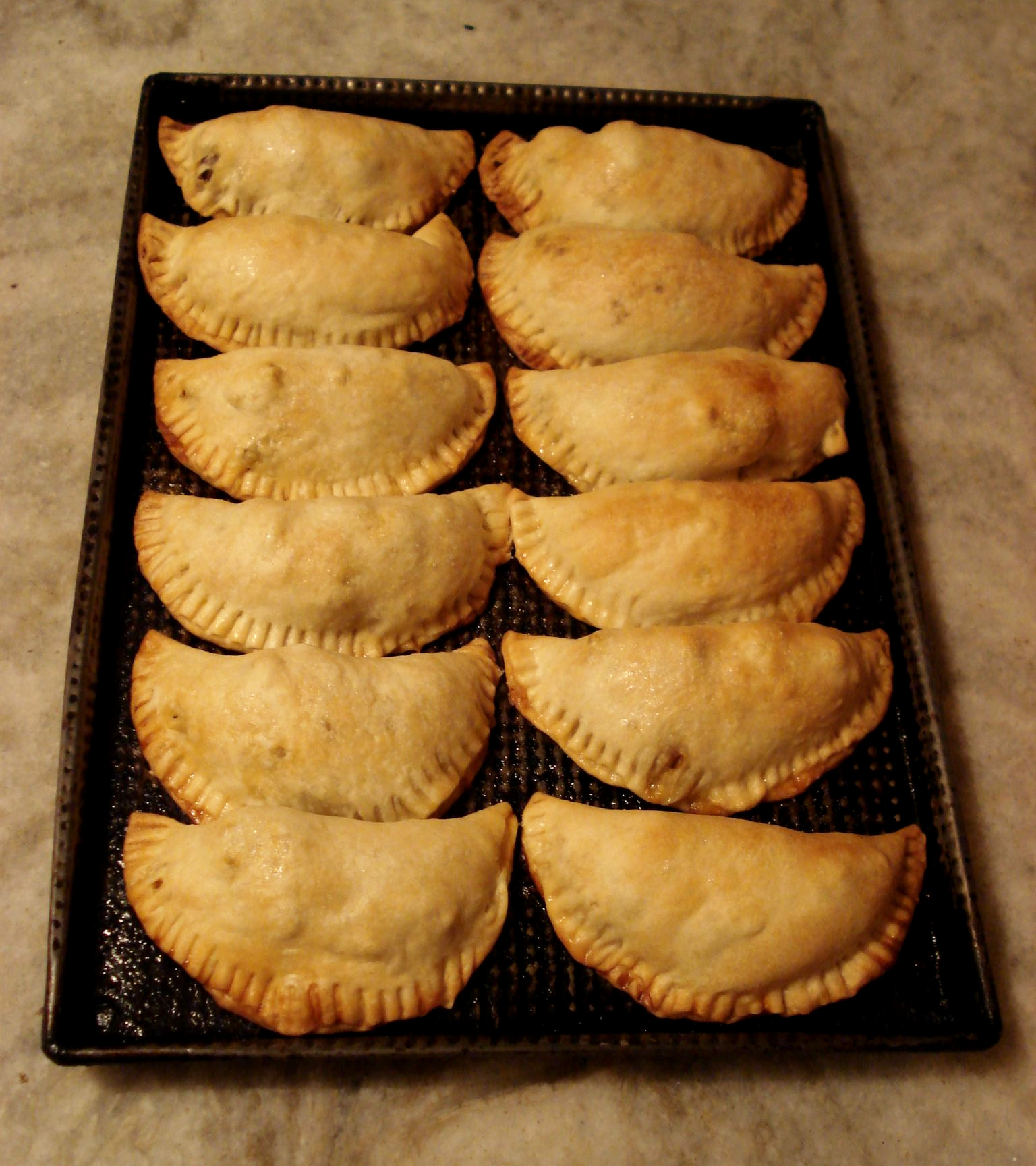
아르헨티나의 엠파나다
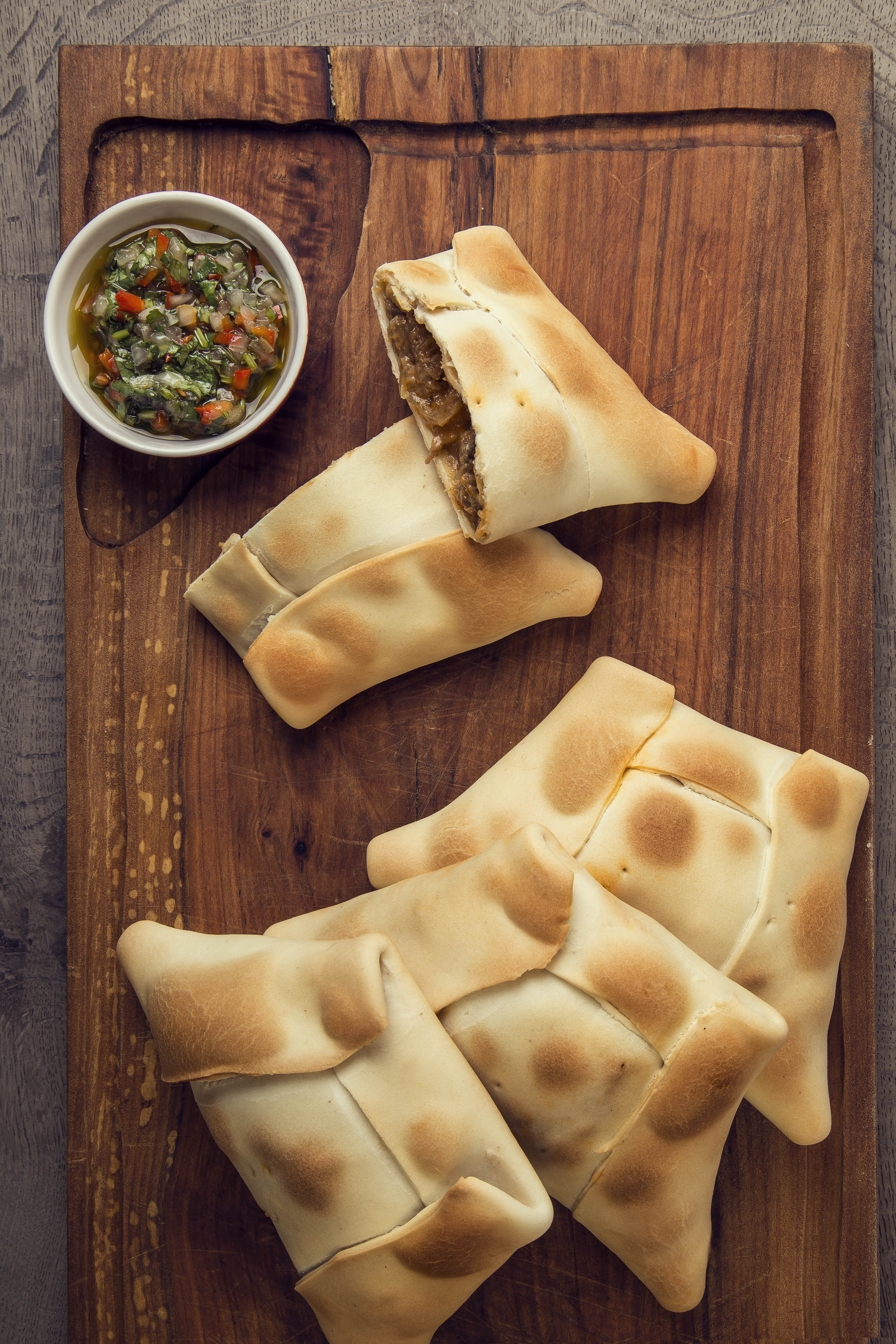
칠레의 엠파나다

### 기타
필리핀의 엠파나다는 다진 고기, 감자, 양파, 건포도를 단맛 나는 피에 싸서 튀기거나 구워 낸다. 부추를 넣기도 한다. 일로코스 지역에서는 쌀가루로 만든 피에 풋파파야, 숙주나물, 초리소나 롱가니사 등 소시지, 달걀 노른자 등의 소를 넣은 바탁 엠파나다를 만들기도 한다.
그 외에도 엠파나다와 비슷한 음식이 인도네시아와 말레이시아 등지에서는 파나다, 파스텔, 카리팝 등으로 불린다.

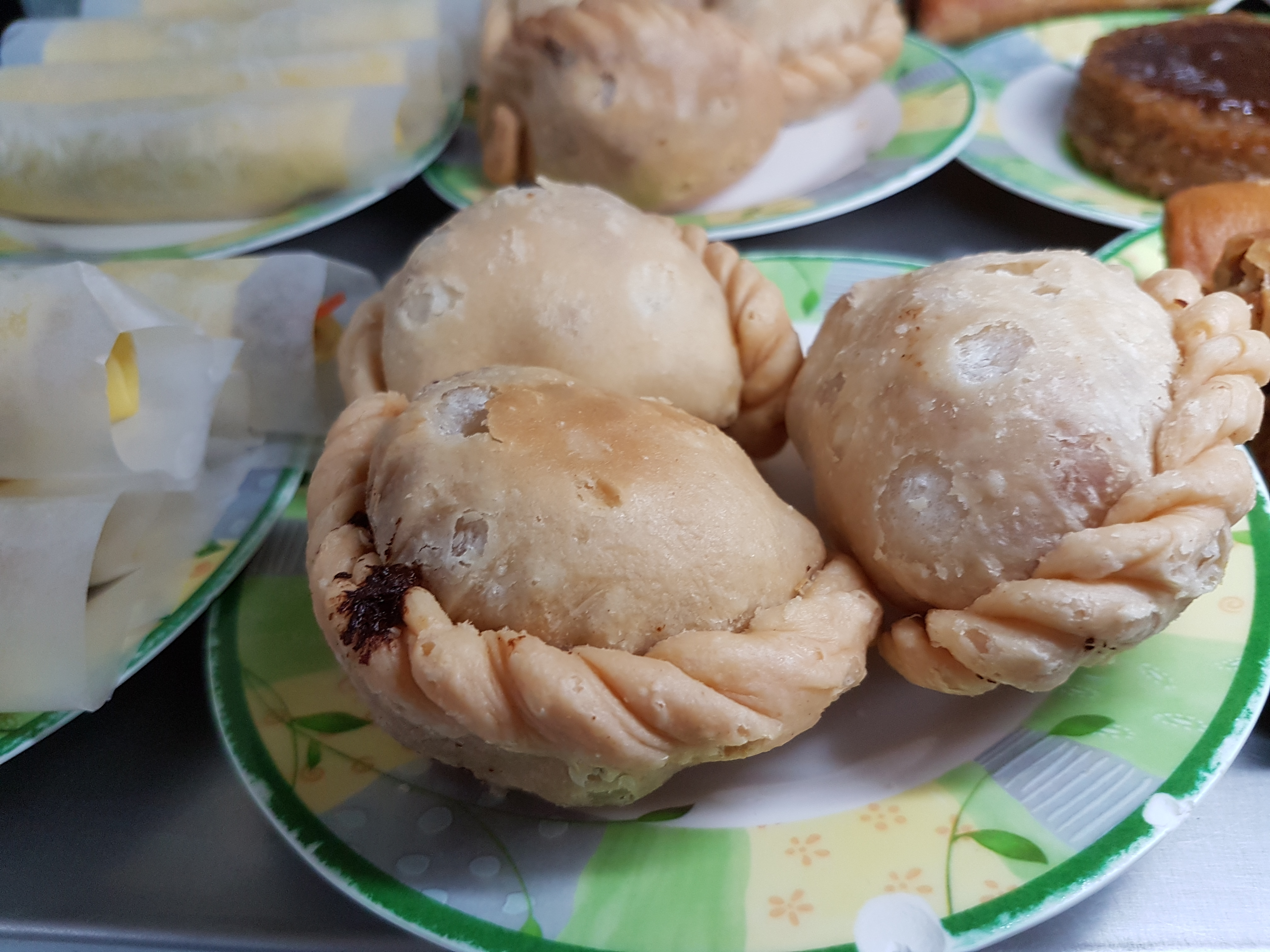
필리핀의 엠파나다
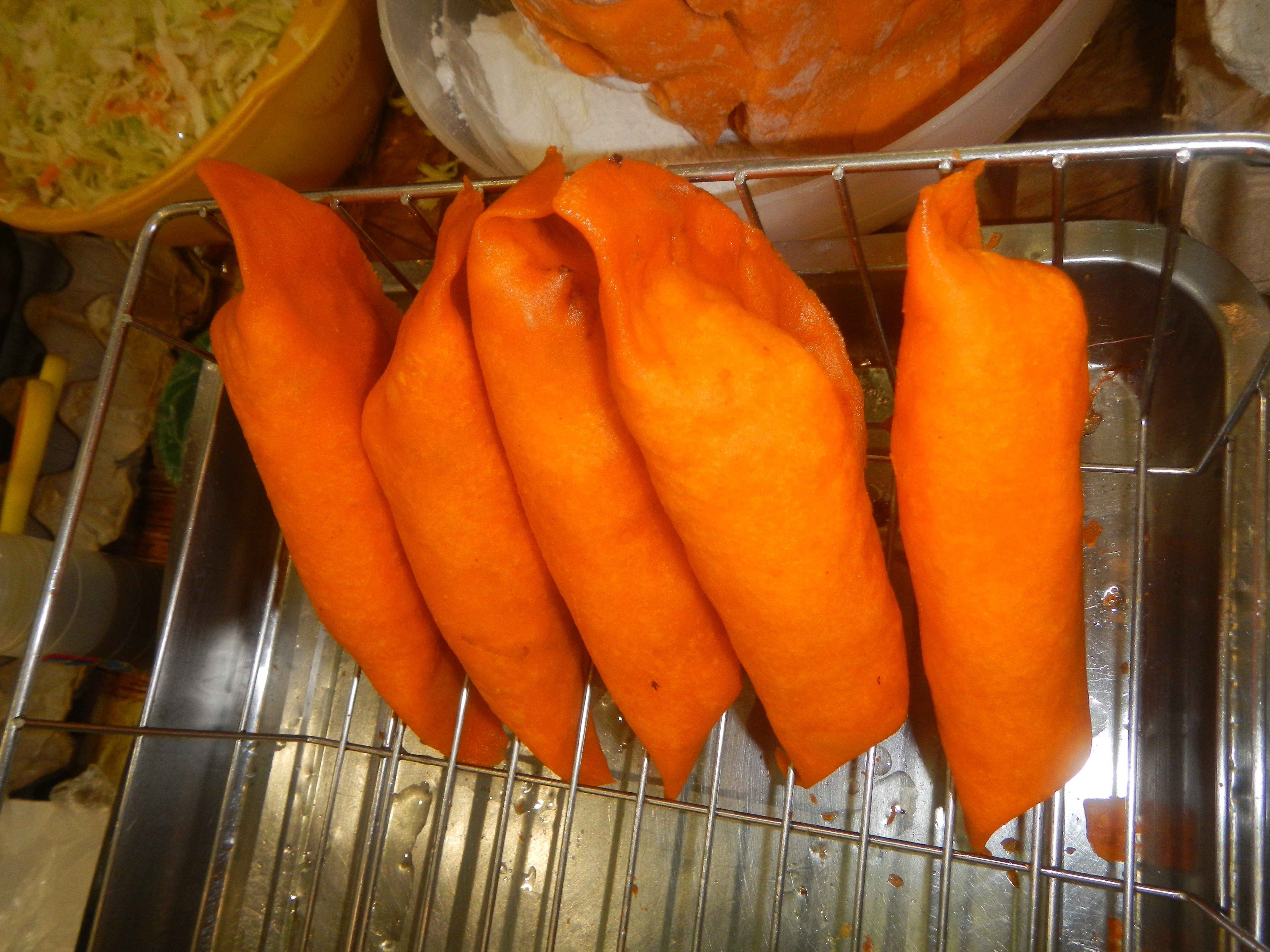
바탁 엠파나다

## 비슷한 음식
구운 엠파나다는 미트 파이, 뵈레크, 브라이디, 칼초네, 피로시키, 파티, 패스티와 비슷하며, 튀긴 엠파나다는 뢰르취, 자자오, 치베레크, 튀김만두, 파스테우, 판체로토, 후슈르 등과 비슷하다.

## 같이 보기
- 엠파나디야
- 임파다
- 임파당
- 파나다